# Ashton (nome)
Ashton  è un nome proprio di persona inglese maschile e femminile

## Varianti
- Ashtin[2], Ashtun[2], Assheton[2], Aston[2].

## Origine e diffusione
Deriva dall'omonimo cognome inglese, a sua volta da un toponimo di origine anglosassone che significa "città (ingl.: town) dei frassini (ingl: ash tree)".
A partire dal XVII secolo, in Inghilterra fu usato occasionalmente come nome maschile, in misura minore anche come nome femminile.

## Onomastico
Il nome è adespota e quindi l'onomastico viene festeggiato il 1º novembre, giorno dedicato alla festa di Ognissanti.

## Persone

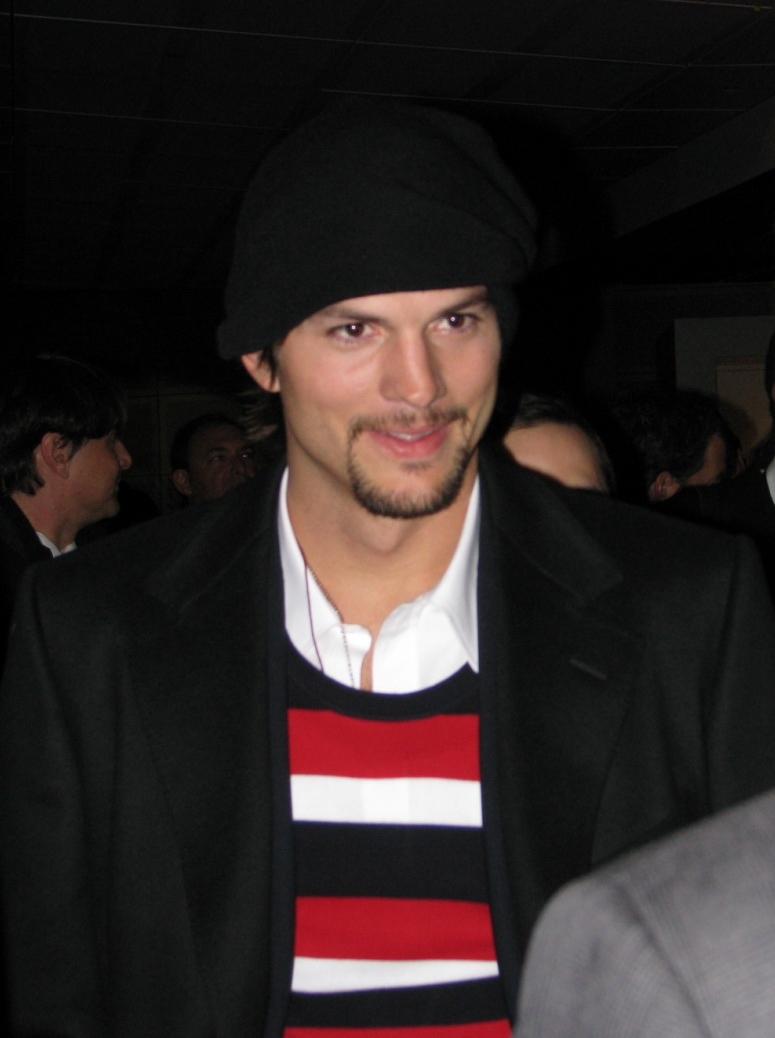
Ashton Kutcher

### Maschile
- Ashton Eaton, atleta statunitense
- Ashton Gibbs, cestista statunitense
- Ashton Holmes, attore statunitense
- Ashton Irwin, cantautore e musicista australiano
- Ashton Jeanty, giocatore di football americano statunitense
- Ashton Kutcher, attore statunitense

## Il nome nelle arti
- Ashton è un personaggio della serie televisiva Parents of the Band, interpretato dall'attore Colin McFarlane [3]